# Horohuvatka, Kaharlîk
Horohuvatka (în ucraineană Горохуватка) este localitatea de reședință a comunei Horohuvatka din raionul Kaharlîk, regiunea Kiev, Ucraina.

## Demografie
Componența lingvistică a localității Horohuvatka
     Ucraineană (97,89%)
     Rusă (1,81%)
     Alte limbi (0,3%)
Conform recensământului din 2001, majoritatea populației localității Horohuvatka era vorbitoare de ucraineană (97,89%), existând în minoritate și vorbitori de rusă (1,81%).